# Herb Pszowa
Herb Pszowa – jeden z symboli miasta Pszów w postaci herbu.

## Wygląd i symbolika
Herb przedstawia na błękitnej tarczy po heraldycznie prawej stronie złoty krzyż łaciński z dwoma ukośnymi podporami. Po lewej kościół z białym murem, o dwóch czarnych oknach łukowych. Posiada on złoty dach (w kształcie trapezu równoramiennego), na nim trzy złote wieżyczki (środkowa nieco większa od dwóch pozostałych). Wieżyczki mają eliptyczne okna (w słup) i pokryte są stożkowatymi dachami barwy złotej, zwieńczonymi krzyżami łacińskimi barwy czarnej. Tarcza herbowa ma złotą bordiurę.
Symbolika herbu związana jest z kościołem Mariackim w mieście (kościół i krzyż) i Górnym Śląskiem (błękit tarczy herbowej).

## Historia
Wizerunek herbowy widnieje na pieczęciach począwszy od XVIII wieku, kiedy Pszów był jeszcze wsią.